# リーフウォーク稲沢
リーフウォーク稲沢（リーフウォークいなざわ）は、愛知県稲沢市に所在する、ユニー株式会社及びUDリテール株式会社が管理・運営するモール型ショッピングセンター（ウォーク）である。

## 概要
愛知県稲沢市と都市再生機構が旧稲沢操車場跡地の再開発事業「グリーンスパーク稲沢21」計画の中核施設として、UDリテールが運営する「MEGAドン・キホーテUNY稲沢東店」を核店舗に約145の専門店を配置する本格的なモール型店舗。稲沢駅の東口から北方にある。
リーフウォークのリーフ（LEAF = 葉）は、稲沢市が植栽の町であることに由来する。SCのキーワードは「毎日かがやく、緑のまちへ」となっている。建物は全3階層の店舗2階建て。モール棟とアピタ棟の2つの商業施設で構成されており、アピタ棟はモール棟の南側に位置する。
アピタ棟に入っていた核店舗のアピタ稲沢東店の店舗面積は12,000m2であった。なお、同店は業態転換のため2019年（令和元年）9月22日に閉店。同店は改装され、同年12月10日に「MEGAドン・キホーテUNY稲沢東店」としてリニューアルオープンした。なお、改装が行われたのは核店舗のみで、非直営のテナントは改装期間中も営業を継続した。
また、建物には壁面緑化、屋上緑化が施されている。また、ガスコージェネレーションシステム、風力発電・太陽光発電照明を採用している。雨水を利用した散水設備、ドライミストが設置されている。
災害時の拠点施設としての役割もあり、ベンチは炊き出し用かまどとして使用可能となっている。災害用簡易トイレも用意されている。
地域交流の場として「コミュニティライブラリー」（地域情報コーナー）、「リーフホール」（多目的ホール）、「コミュニティガーデン」（環境に関する情報発信コーナー）が設置されている。また、稲沢操車場跡地に関連し、稲沢操車場や蒸気機関車などの写真の展示コーナーや、車掌車、貨車などの実物の鉄道車両の展示もある。

## 主な専門店
詳細は公式サイトの「ショップガイド」を参照。
- ジョーシン
- ユニクロ
- ライトオン
- アカチャンホンポ
- スワンキーマーケット（雑貨店）
- 築地銀だこ
- てんてん食堂
- アジアン亭
- スガキヤ
- 丸亀製麺（うどん店）
- サンマルクカフェ
- だがし 夢や
- 新星堂
- サーティワンアイスクリーム
- ザ・ダイソー
- スターバックスコーヒー
- ミスタードーナツ
- ファーストキッチン
- ヴィレッジヴァンガード
- スタジオマリオ
- サブウェイ

## 交通アクセス
鉄道
- JR東海道本線
  - 稲沢駅東口から800m、徒歩で約10分[3][1]。

路線バス
- 稲沢市コミュニティバス
  - 下津・稲沢線「リーフウォーク稲沢」バス停[1]下車。

自家用車
- 名神高速道路
  - 一宮インターチェンジから約2km[1]。